# Titán (Marvel Comics)
Titán es un lugar ficticio que aparece en los cómics estadounidenses publicados por Marvel Comics. Basado en la luna de la vida real de Saturno del mismo nombre, se representa en el Universo Marvel como el hogar de los Titanianos Eternos. Apareció por primera vez en Iron Man # 55 (febrero de 1973) y fue creado por Jim Starlin y Mike Friedrich. Los Titanianos, también conocidos como Titanes, fueron reconectados posteriormente como una rama de los Eternos, que había sido creada por separado por Jack Kirby.
Titán apareció en la película de 2018 Avengers: Infinity War y en la película de 2019 Avengers: Endgame como un lugar en ruinas y el antiguo planeta natal de Thanos.

## Historia ficticia
La colonia de Titanes Eternales se fundó hace unos 750.000 años luego de una devastadora guerra civil entre la primera generación de Eternos de la Tierra. Los Eternales Uranos y Chronos lideraron facciones opuestas, que se enfrentaron en un conflicto de ideales sobre el destino de los Eternos como pueblo. El lado de Chronos prevaleció, y Uranos y sus seguidores sobrevivientes fueron exiliados al espacio y aterrizaron en el planeta Urano. Allí, descubrieron un depósito de suministros custodiado por un Sentry Kree. Cuando los Eternos destruyeron al Sentry y asaltaron el puesto avanzado, la armada Kree vino a investigar, pensando que el sistema solar de la Tierra estaba desprovisto de vida inteligente. La armada destruyó la nave espacial de los Eternos, forzándolos a estrellarse contra la luna Titán, donde se escondieron de los Kree. Allí, el pequeño grupo de sobrevivientes formó una colonia bajo la superficie de la luna, empleando sistemas de vida artificiales. Estos Eternos eventualmente cayeron presa de conflictos internos, y todos ellos, menos Sui-San, fueron asesinados. Mentor, que había entrado en el exilio voluntario, llegó a Titán, y los dos Eternos comenzaron a repoblar la colonia de los Titán.
Estos nuevos Titanes Eternales lograron mucho científicamente y socialmente, entre ellos el ISAAC, un inmenso sistema de computadora que podía monitorear y mantener todas las funciones de soporte de vida del mundo interno.
Bajo el liderazgo de A'lars, Titán se convirtió en un refugio para la paz. Entonces, A'lars (también conocido como Mentor) engendró a los dos últimos de sus numerosos hijos: Eros y Thanos. Thanos nació como un mutante y creció con visiones oscuras de conquista y destrucción. Thanos dejó Titán, reclutó un ejército de mercenarios y volvió a atacar. Solo 100 de los miles de habitantes de Titán sobrevivieron, y Sui-San pereció en la matanza. Eventualmente, los Titanianos reconstruyeron la colonia y la restauraron a un lugar de meditación y búsqueda del conocimiento.

## Inhabitantes nombrados de Titán
- Chaos - clonado creado por ISAAC, mientras actúa bajo el control de Thanos.
- Los Cotati - Refugiados de Hala bajo la protección de los sacerdotes de Pama.
- Demeityr - Compañero joven titán de Dragón Solar.
- Dionysus - clonado siendo creado por ISAAC, mientras actúa bajo el control de Thanos.
- Dr. Aurilius - Médico Titán
- Dragón de la Luna -
- Elysius - clonado siendo creado por ISAAC, mientras actúa bajo el control de Thanos. Ella traicionó a ISAAC y se alió con Mar-Vell.
- Emlot -
- Genis-Vell - hijo clonado de Mar-Vell y Elysius. Hermano de Phyla-Vell que fue asesinado por el Barón Zemo.
- ISAAC (Integral Synaptic Anti+/Anionic Computer) - Computadora de toda la Luna que controla todos los sistemas. Una vez fue corrompido por Thanos para crear agentes de guerra para continuar su guerra.
- Kazantra- una de las esposas de Mentor.
- Lord Gaea - clonado siendo creado por ISAAC, mientras actúa bajo el control de Thanos.
- Mentor -
- Monjes de Shao Lom - Los mentores de Dragón Lunar
- Dragón Lunar (Heather Douglas) - Adoptada por Mentor y criada en Titán
- Phyla-Vell - hija clonada de Mar-Vell y Elysius. Hermana de Genis-Vell. Conocida como Capitana Marvel, Quasar y Martyr, el avatar de Oblivion. También es la hermanastra de Dorrek VIII (Hulkling).
- Sacerdotes de Pama - Kree pacifista que protege a los Cotati
- Shastra -
- Starfox (Eros) - Vengador hedonista que es el hermano de Thanos.
- Stellarax - Terrorista nihilista clonado creado por ISAAC, mientras actuaba bajo el control de Thanos.
- Sui-San - Madre de Starfox y Thanos. Ella fue la última seguidora viva de Uranos en Titán hasta que fue viviseccionado por su hijo Thanos.
- Dragón Solar - Primo de Dragón Lunar y compañero de Demeityr.
- Thanos - El Loco Titán
- Thyrio -
- Tycho -
- Uranos -

La tumba de Mar-Vell (Capitán Marvel) y el monumento conmemorativo de Genis-Vell están en la superficie de la luna.

## En otros medios

### Televisión
- En el episodio de la segunda temporada de Avengers Assemble, titulado «Thanos Ataca», Falcon encuentra imágenes de Titán siendo bombardeado mientras investigaba en la computadora de Uatu el Vigilante.
- Titán aparece en el episodio de la tercera temporada de Guardianes de la Galaxia «Titan Up». Aquí es donde Thanos entrena a sus seguidores y es donde está encarcelado el padre de Sam Alexander, Jesse.

### Cine
- Titán aparece en Avengers: Infinity War. En la película, Titán es un exoplaneta habitable y no precisamente la luna de saturno del mismo nombre.[2] El planeta quedó en ruinas debido a la sobrepoblación que Thanos trató de prevenir al ofrecer una solución que consistía en exterminar a la mitad de la población. Iron Man, Doctor Strange, Spider-Man y los Guardianes de la Galaxia (Star-Lord, Drax, Mantis y Nébula) luchan contra Thanos en Titán para proteger el Ojo de Agamotto, que contiene la Gema del Tiempo. Es en Titán justo antes de su batalla cuando Strange usó la Gema del Tiempo para ir al futuro y ver millones de posibles resultados de su conflicto con Thanos, pero solo uno en el que ganan. Cuando Iron Man está a punto de ser asesinado por Thanos, Strange entrega la Gema del Tiempo a cambio de que Thanos le perdone la vida a Stark. Más tarde, Thanos activa el Guantelete del Infinito después de adquirir las seis Gemas del Infinito y la mitad de toda la vida en el universo se desintegra. Iron Man y Nébula son los únicos dos héroes en Titán que sobreviven.
- En Avengers: Endgame, Titán aparece brevemente cuando Doctor Strange abre un portal a la Tierra y le permite a él y al resucitado Star-Lord, Drax, Mantis y Spider-Man unirse a los Vengadores en la batalla contra Thanos y su ejército.